# Кэррингтон, Ричард Кристофер
Ричард Кристофер Кэррингтон (англ. Richard Christopher Carrington; 1826 − 1875) — английский астроном.

## Биография
Родился в Лондоне, в 1848 окончил Кембриджский университет. В 1849—1852 — работал наблюдателем в обсерватории Даремского университета, в 1853—1861 работал в собственной обсерватории в Редхилле.

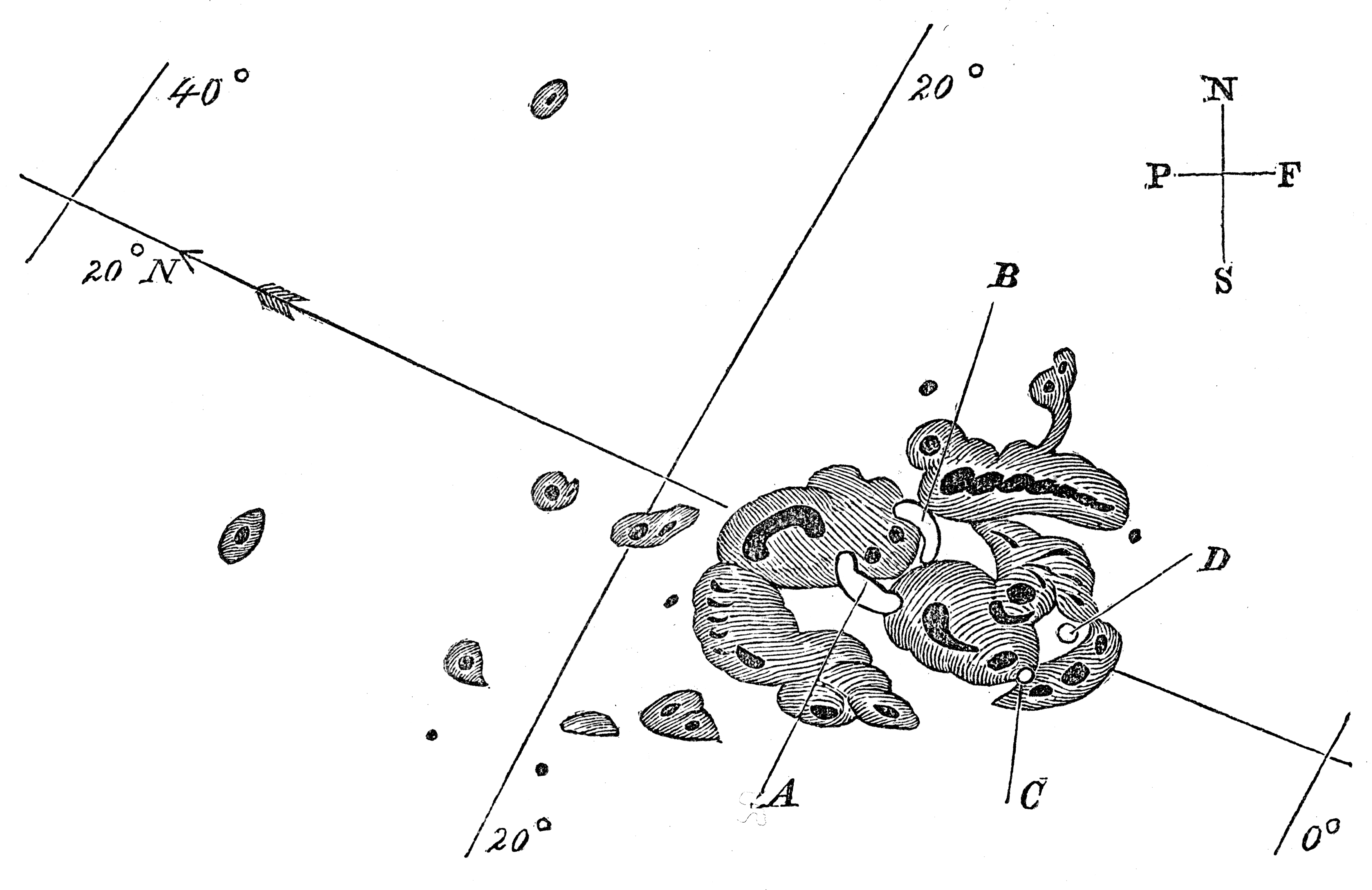
Группа солнечных пятен 1859 г.
Рис. Р. Кэррингтона

Основные труды в области позиционной астрономии и исследований Солнца. Наблюдал положения звёзд, малых планет и комет; опубликовал (1857) результаты своих наблюдений звезд в виде каталога точных положений 3735 близполюсных звезд ярче 11-й величины. Из длительных и тщательных наблюдений движения солнечных пятен очень точно определил (1863) положение оси вращения Солнца и периоды вращения на разных гелиографических широтах, установил закономерности в распределении пятен по диску. Предложил условный начальный меридиан для отсчёта гелиографических долгот: соответствующая кэррингтоновская система гелиографических координат названа его именем. Впервые наблюдал явление солнечной вспышки (1 сентября 1859).

## Признание
- 1860 — член Лондонского королевского общества
- 1859 — Золотая медаль Королевского астрономического общества

## Память
В 1935 году Международный астрономический союз присвоил имя Ричарда Кэррингтона кратеру на видимой стороне Луны.